# Harvey Guillén
Harvey Guillén est un acteur et producteur américain né le 3 mai 1990 au comté d'Orange en Californie.

## Filmographie

### Acteur

#### Cinéma
- 2008 : El Tux : Bobby Gomez
- 2012 : General Education : Andy
- 2013 : Chocolate Milk : Phillip Hensler
- 2013 : Les Stagiaires : Zach
- 2013 : Big Gay Love : Brian
- 2014 : Snow White and the Seven Thugs : le chasseur
- 2014 : Sessions : Igor Masters
- 2014 : Pilot Season : Harvey
- 2016 : Aztec Warrior : Gabriel
- 2017 : 8 Bodies : Garry
- 2017 : Tiny Cuts : le coiffeur
- 2017 : Cock N' Bull 2 : Jay
- 2017 : Fatties: Take Down the House : Miguel Sanchez
- 2018 : F.R.E.D.I. : Lopez
- 2018 : Frat Pack : Fridge
- 2018 : Jimmy's Jungle : Marvin
- 2021 : This Meeting Has Been Ended by Host : Hector
- 2021 : Loups-garous : Joaquim Wolfson
- 2022 : I'm Totally Fine : DJ Twisted Bristle
- 2022 : Le Chat potté 2 : La Dernière Quête : Perrito
- 2023 : Crossword
- 2023 : Blue Beetle
- 2024 : The Life of Chuck de Mike Flanagan
- 2025 : Companion de Drew Hancock : Eli

#### Télévision
- 2008 : Miss Guided : Lopez (1 épisode)
- 2010 : Huge : Alistair (10 épisodes)
- 2012 : doggyblog : Glenn (1 épisode)
- 2012 : Raising Hope : Elijah (1 épisode)
- 2013 : Team Unicorn : Hulk rose (1 épisode)
- 2013 : Confessions of a Bitter(sweet) Actress : plusieurs personnages (3 épisodes)
- 2013-2018 : Les Thunderman : Blobbin (8 épisodes)
- 2015 : Eye Candy : George Reyes (10 épisodes)
- 2016 : Crazy Ex-Girlfriend : Beans (1 épisode)
- 2016 : Young and Hungry : Zander (1 épisode)
- 2016 : Haters Back Off : le directeur de la poissonnerie (1 épisode)
- 2017 : The Real O'Neals : August (1 épisode)
- 2017 : iZombie : Diego (1 épisode)
- 2017-2020 : The Magicians : Benedict Pickwick (8 épisodes)
- 2018 : The Good Place : Steve (1 épisode)
- 2018 : Into the Dark : Nick (1 épisode)
- 2020 : Little America (1 épisode)
- 2020 : Don't Look Deeper : Renato (4 épisodes)
- 2020 : Room 104 : Luke (1 épisode)
- 2021 : Zoey et son incroyable playlist : George (4 épisodes)
- 2021 : Luz à Osville : Angmar (1 épisode)
- 2021 : Archer : Alton (3 épisodes)
- 2021 : Teenage Euthanasia (1 épisode)
- 2021-2022 : La Maison magique de Mickey : Funny (30 épisodes)
- 2022 : Bienvenue chez les Casagrandes : Henrique (1 épisode)
- 2022 : Reacher : Jasper (5 épisodes)
- 2022 : Human Resources : José et Brett (3 épisodes)
- 2022 : Harley Quinn : Nightwing (4 épisodes)
- 2019-2024 : What We Do in the Shadows : Guillermo de la Cruz (42 épisodes)
- 2023 : Ramble On
- 2024 :  Helluva Boss : vassago (saison 2, episode 11)

### Producteur
- 2013 : Chocolate Milk
- 2014 : Sessions
- 2014 : Pilot Season
- 2016 : Project Mermaids with Victoria Justice
- 2016 : Project Mermaids with Harvey Guillén
- 2019 : The Filth
- 2022 : Bone, Marry, Bury
- 2023 : Crossword